# Spilosoma hagetti
Spilosoma hagetti är en fjärilsart som beskrevs av Classey 1947. Spilosoma hagetti ingår i släktet Spilosoma och familjen björnspinnare. Inga underarter finns listade i Catalogue of Life.